# Startside
Startsiden er den første side man ser, når man starter en Internet-browser (f.eks. Internet Explorer, Mozilla Firefox eller Opera).
De fleste browsere starter standard med en søgemaskine som startside. Hvis browseren har en grafisk brugerflade, er der gerne en genvejs-knap til startsiden (normalt kaldet 'Hjem' eller lignende), og som oftest afbilledet med et lille hus.